# Droga krajowa B451 (Niemcy)
Droga krajowa 451 (niem. Bundesstraße 451) – niemiecka droga krajowa przebiegająca na osi północ - zachód z Witzenhausen do Helsa w północnej Hesji.

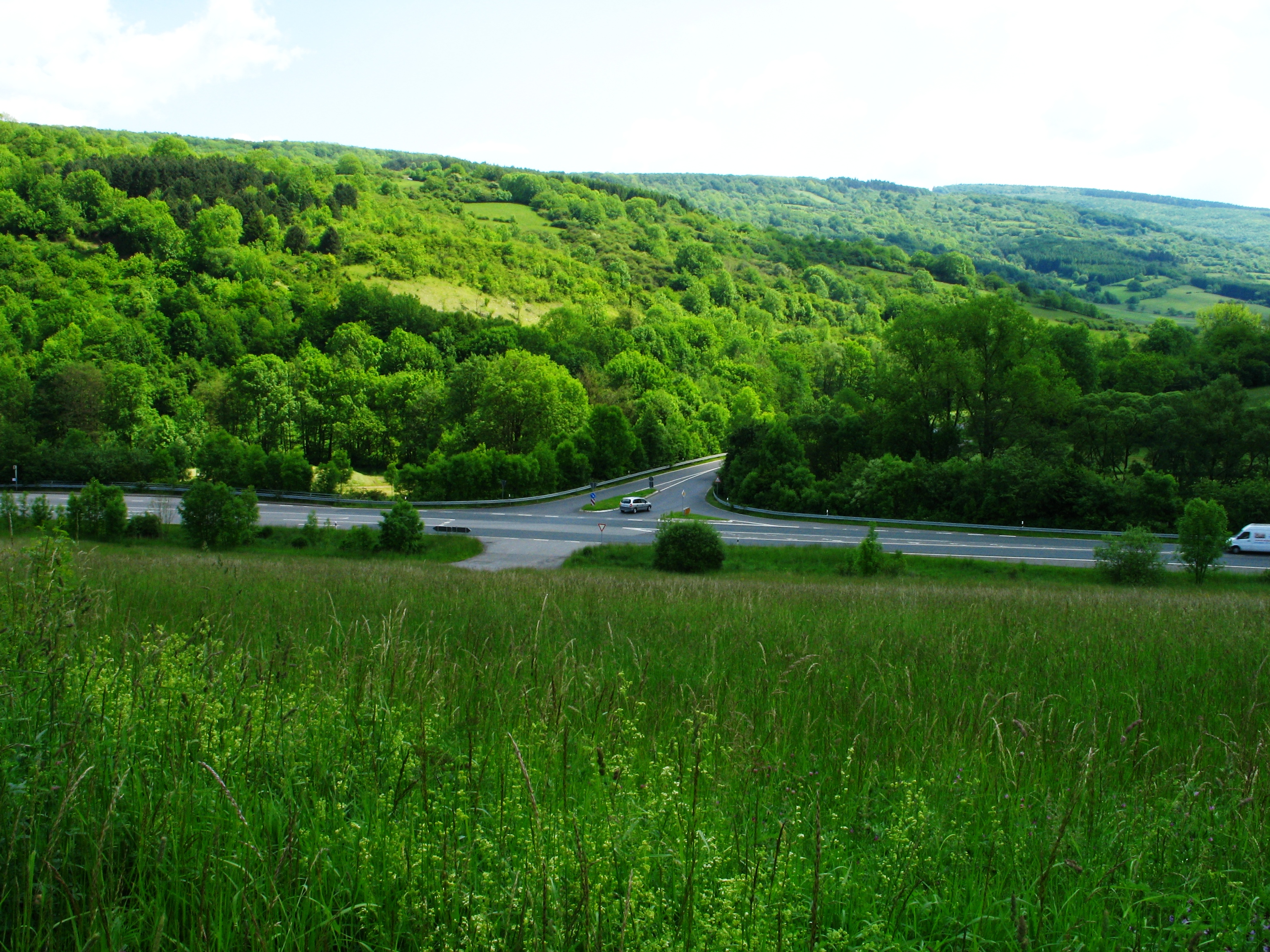
Skrzyżowanie z L3238 w okolicy Großalmerode

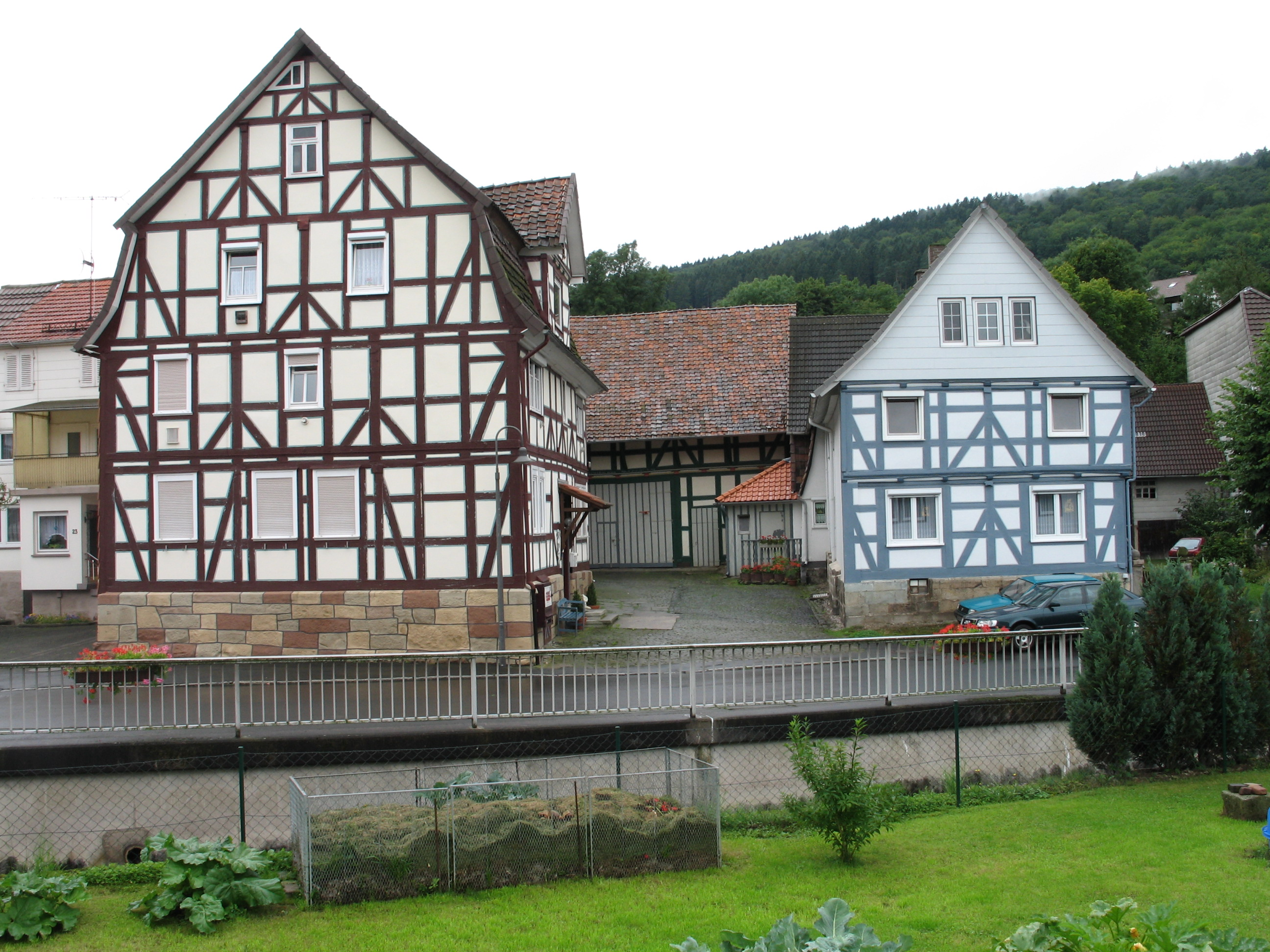
B451 w Trubenhausen